# Colisão no ar

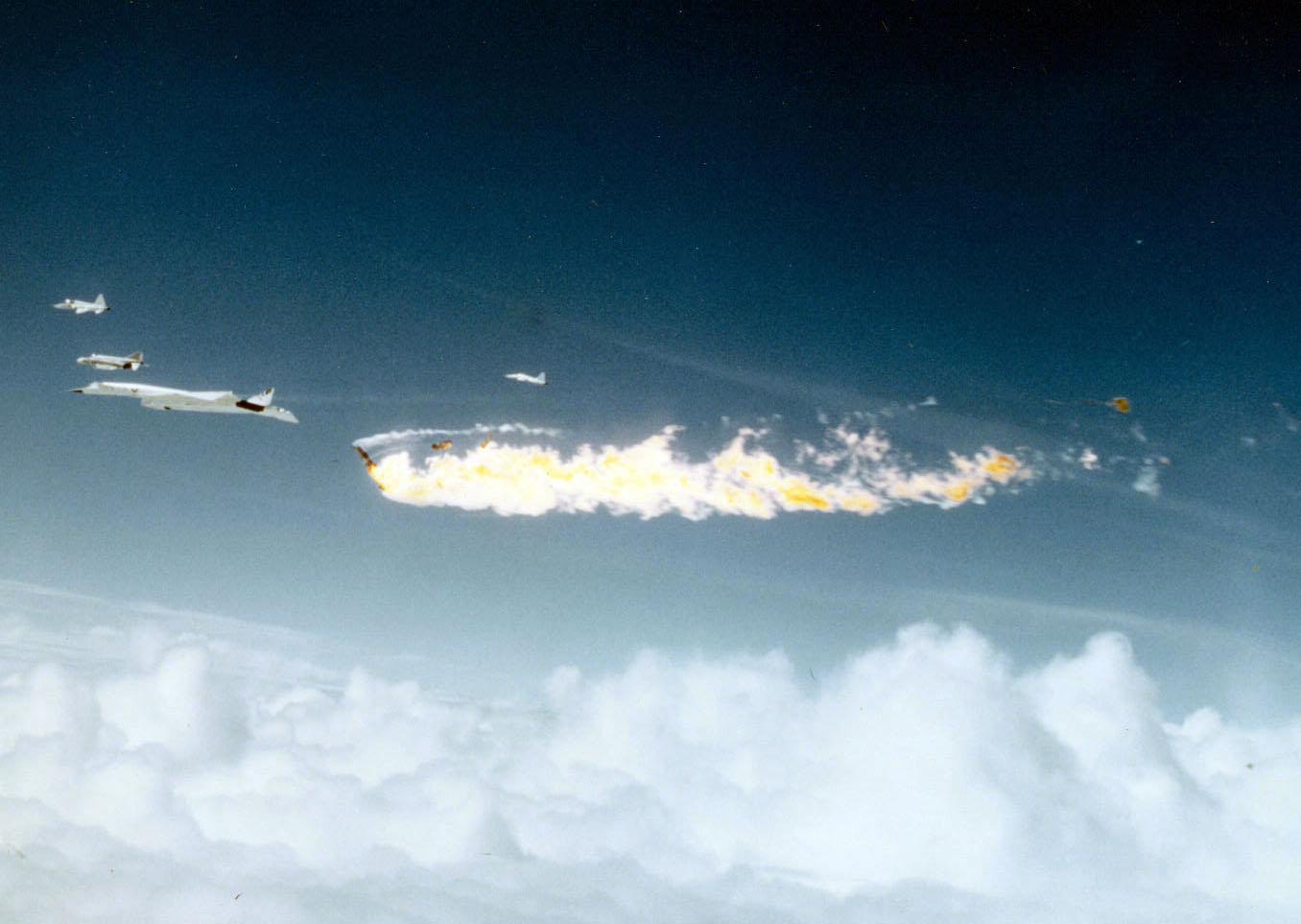
Explosão de um F-104 Starfighter, depois de uma colisão com um North American XB-70 em 8 de junho de 1966.

Uma colisão no ar (em inglês: mid-air collision) é um acidente aéreo em que uma aeronave se choca com outra aeronave no ar. Tal colisão geralmente leva a uma queda de pelo menos uma das aeronaves envolvidas.
Depois que uma série de colisões no ar ocorreu na década de 1950, a partir de 1956, foi desenvolvido o Sistema Anticolisão de Tráfego (TCAS), que foi introduzido inicialmente pelas empresas aéreas United Airlines e Northwest Airlines, nos Estados Unidos, no final da década de 1980.

## Primeira colisão registrada
A primeira colisão registrada entre aeronaves ocorreu na reunião do "Milano Circuito Aereo Internazionale" realizada entre 24 de setembro e 3 de outubro de 1910 em Milão, Itália. Em 3 de outubro, o francês René Thomas, pilotando o monoplano Antoinette IV, colidiu com o capitão do exército britânico Bertram Dickson batendo em seu biplano Farman III na traseira.  Ambos os pilotos sobreviveram, mas Dickson ficou tão gravemente ferido que nunca mais voou.

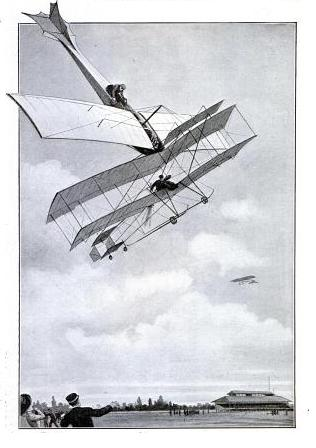
Impressão artística contemporânea da primeira colisão no ar, 1910

A primeira colisão fatal ocorreu sobre o aeródromo de La Brayelle, Douai, França, em 19 de junho de 1912. O capitão Marcel Dubois e o tenente Albert Peignan, ambos do exército francês, colidiram um com o outro em uma névoa matinal, matando os dois pilotos.

## Sistema de prevenção de colisões de trânsito
Quase todas as aeronaves modernas de grande porte são equipadas com um sistema de prevenção de colisões de tráfego (TCAS), projetado para tentar evitar colisões no ar. O sistema, baseado nos sinais dos transponders da aeronave, alerta os pilotos se uma possível colisão com outra aeronave for iminente. Apesar de suas limitações, acredita-se que tenha reduzido bastante as colisões no ar.